# Station Włocławek
Station Włocławek is een spoorwegstation in de Poolse plaats Włocławek.